# Chuỗi phản ứng Bowen
Chuỗi phản ứng Bowen là công trình của nhà thạch học Norman L. Bowen, theo đó ông đã giải thích tại sao một số loại khoáng vật có xu hướng được tìm thấy cùng nhau trong khi các khoáng vật khác hầu như không bao giờ đi cùng với nhau. Ông thực hiện một số thí nghiệm vào những năm đầu của thể kỷ 20 bằng bột đá được nung đến khi tan chảy, và sau đó làm lạnh theo các cấp nhiệt độ cho trước để theo dõi sự hình thành các khoáng vật tạo đá. Ông lặp đi lặp lại quá trình này nhiều lần ở các mức nhiệt độ khác nhau và các kết quả thu được giúp ông xác lặp một chuỗi các phản ứng mà cho đến ngày nay nó vẫn được chấp nhận để giải thích quá trình kết tinh khoáng vật từ khối macma nguội dần. Theo công trình của Bowen, từ các khoáng vật có mặt trong đá có thể suy ra các điều kiện để hình thành các khoáng vật đó.

## Mô tả
| Chuỗi phản ứng bao gồm hai nhánh: nhánh liên tục và nhánh không liên tục. Nhánh bên phải là nhánh liên tục. Các khoáng vật nằm trên cùng đại diện cho các khoáng vật kết tinh đầu tiên theo gradient nhiệt độ giảm từ trên xuống dưới. Các khoáng vật nằm bên dưới sẽ bền vững hơn so với các khoáng vật nằm trên khi bị phong hóa, vì chúng hình thành trong điều kiện gần với điều kiện của bề mặt đất. Một cách đơn giản, các khoáng vật kết tinh ở nhiệt độ cao từ khối mácma thường không bền vững trên bề mặt đất và dễ bị phong hóa bởi vì môi trường bề mặt khác rất nhiều với môi trường mà nó kết tinh. Trong khi đó, các khoáng vật kết tinh ở nhiệt độ thấp thì ổn định hơn bởi vì môi trường nó hình thành gần với môi trường bề mặt đất hơn. | \| \| \| olivin \| \| \| \| \| \| \| \| \| \| \| \| \| \| \| \| \| \| \| \| \| \| \| \| \| \| \| \| \| \| \| \| \| \| \| \| \| \| \| \| \| \| \| \| \| \| \| \| \| \| \| pyroxen \| \| \| \| \| \| \| \| \| \| \| \| \| \| \| \| \| \| \| \| \| \| \| \| \| \| \| \| \| \| \| \| \| \| \| \| \| \| \| \| \| \| \| \| \| \| \| \| \| \| \| amphibol \| \| \| \| \| \| \| \| \| \| \| \| \| \| \| \| \| \| \| \| \| \| \| \| \| \| \| \| \| \| \| \| \| \| biotit \| \| \| \| \| \| \| \| \| \| \| \| \| \| \| \| \| \| \| \| \| \| \| \| \| \| \| \| \| \| \| \| \| \| \| \| \| \| \| \| \| \| \| \| \| \| \| \| \| \| \| \| \| \| \| \| \| \| \| \| \| \| \| \| \| \| \| \| \| \| \| \| Orthoclas \| \| \| \| \| \| \| \| \| \| \| \| \| \| \| \| \| \| \| \| \| \| \| \| \| \| \| \| \| \| \| \| \| \| muscovit \| \| \| \| \| \| \| \| \| \| \| \| \| \| \| \| \| \| \| \| \| \| \| \| \| \| \| \| \| \| \| \| \| \| Thạch anh \| \| \| \| \| \| \| \| \| \| |          |  |  |  |           |  |  |  |  |  |  |  |  |  |
| | | olivin   |  |  |  |           |  |  |  |  |  |  |  |  |  |
| | |          |  |  |  |           |  |  |  |  |  |  |  |  |  |
| | |          |  |  |  |           |  |  |  |  |  |  |  |  |  |
| | | pyroxen  |  |  |  |           |  |  |  |  |  |  |  |  |  |
| | |          |  |  |  |           |  |  |  |  |  |  |  |  |  |
| | |          |  |  |  |           |  |  |  |  |  |  |  |  |  |
| | | amphibol |  |  |  |           |  |  |  |  |  |  |  |  |  |
| | |          |  |  |  |           |  |  |  |  |  |  |  |  |  |
| | | biotit   |  |  |  |           |  |  |  |  |  |  |  |  |  |
| | |          |  |  |  |           |  |  |  |  |  |  |  |  |  |
| | |          |  |  |  |           |  |  |  |  |  |  |  |  |  |
| | |          |  |  |  |           |  |  |  |  |  |  |  |  |  |
| | |          |  |  |  | Orthoclas |  |  |  |  |  |  |  |  |  |
| | |          |  |  |  |           |  |  |  |  |  |  |  |  |  |
| | |          |  |  |  | muscovit  |  |  |  |  |  |  |  |  |  |
| | |          |  |  |  |           |  |  |  |  |  |  |  |  |  |
| | |          |  |  |  | Thạch anh |  |  |  |  |  |  |  |  |  |

## Chuỗi phản ứng liên tục
Là nhánh bên phải, nhánh này đặc trưng bởi các khoáng vật thuộc nhóm fenspat natri hay plagiocla. Trong đó, khoáng vật đứng đầu tiên là plagiocal giàu calci (ví dụ như anorthit) và hàm lượng calci dần được thay thế bởi natri khi nhiệt độ khối mácma giảm dần, và cuối nhánh này là khoáng vật giàu natri ở nhiệt độ khoảng 600 độ C (như anbit). Vì sự thay thế liên tục hàm lượng của calci bởi natri nên nó được mang tên là chuỗi phản ứng liên tục.

## Chuỗi phản ứng không liên tục
Nhánh này bao gồm các khoáng vật giàu sắt và magiê, trong đó olivin là khoáng vật kết tinh đầu tiên ở nhiệt độ khoảng 1800 độ C và không có mặt của thạch anh. Khi nhiệt độ giảm dần thì olivin phản ứng với mácma tạo nên các khoáng vật mới pyroxen, và phản ứng tiếp tục diễn ra cho đến hết chuỗi.